# Canna flaccida
Canna flaccida là một loài thực vật có hoa trong họ Cannaceae. Loài này được Salisb. mô tả khoa học đầu tiên năm 1791.

## Hình ảnh

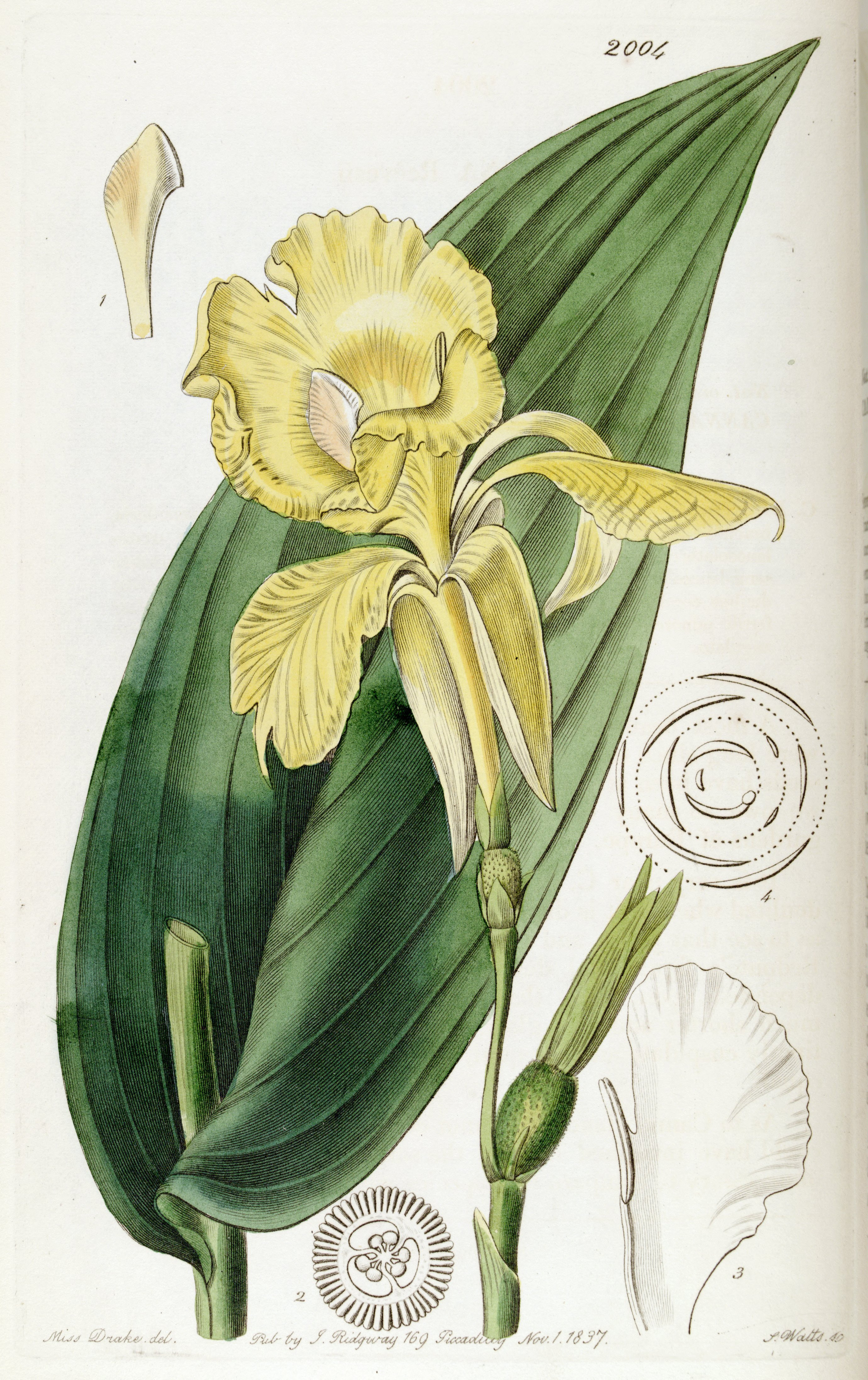
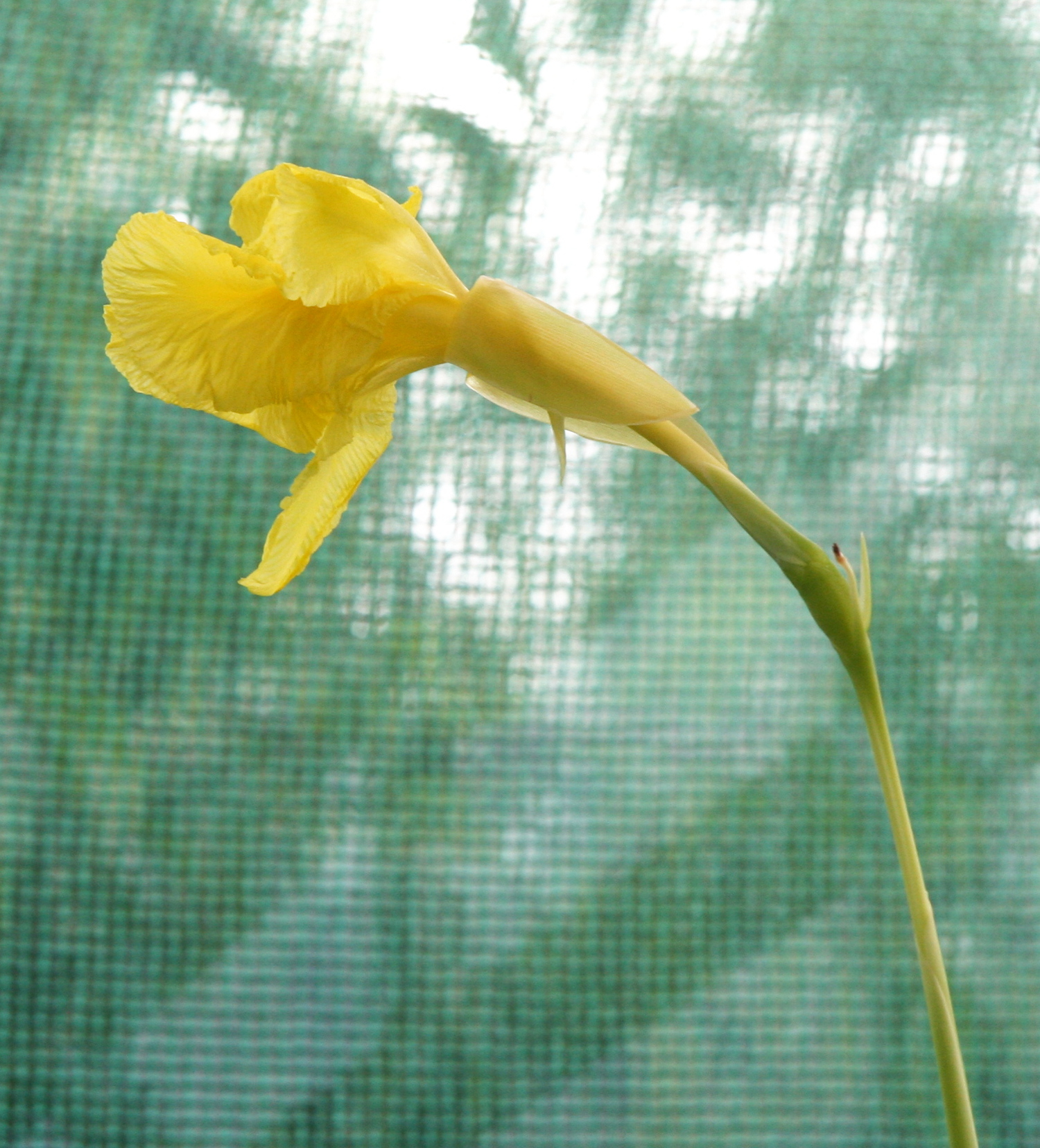
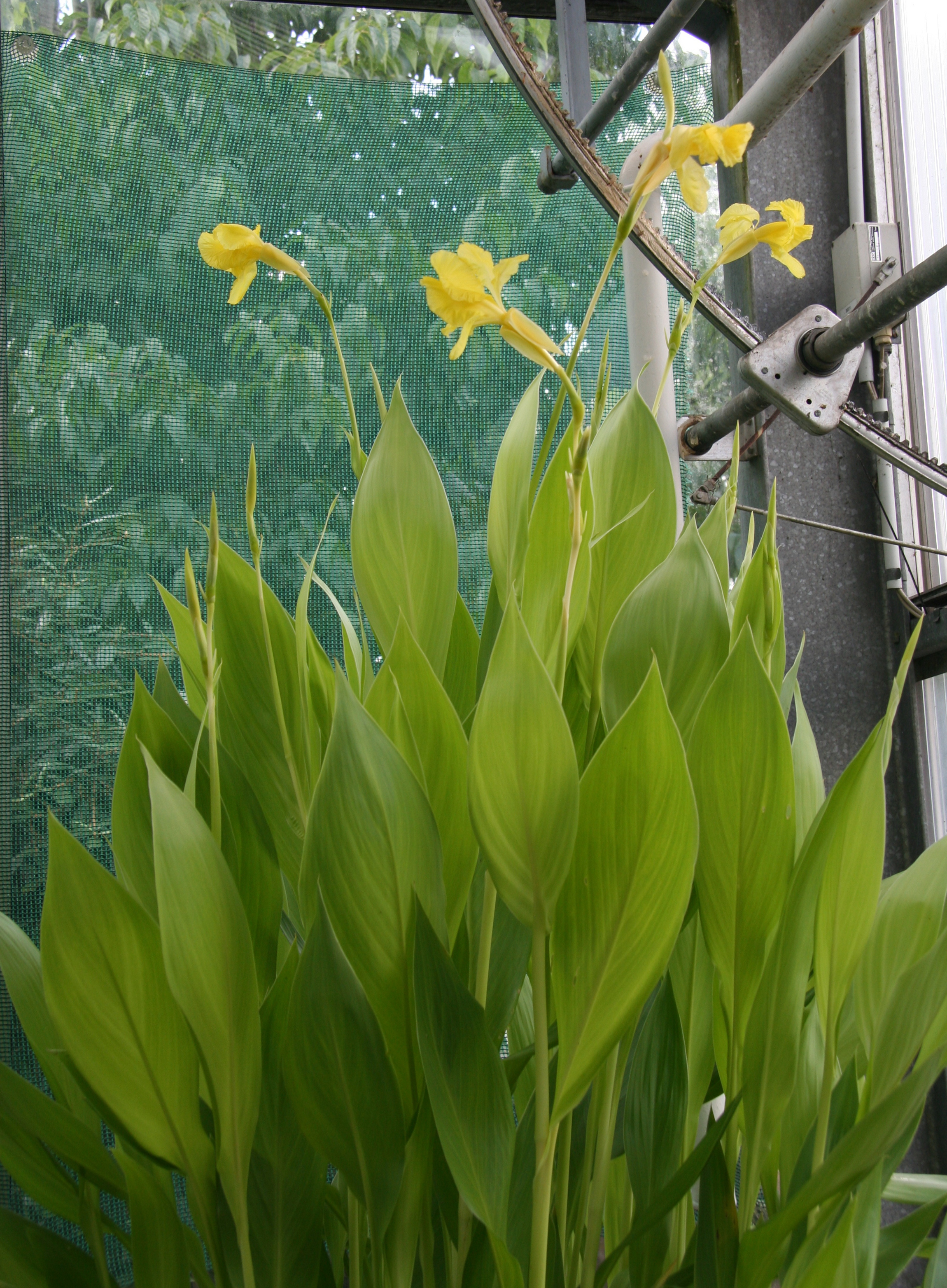